# 会战街道
会战街道，是中华人民共和国黑龙江省大庆市萨尔图区下辖的一个乡镇级行政单位。

## 行政区划
会战街道下辖以下地区：
站前社区、兴贸社区、多彩社区、会战社区、团结社区和利民苑社区。